# Metro w Kijowie
Metro w Kijowie (ukr. Київський Метрополітен) – system kolei miejskiej, głównie podziemnej, zlokalizowany w Kijowie. Pierwsza pod względem liczby stacji i długości miejska kolej podziemna Ukrainy. Jest to pierwszy tego typu środek transportu powstały na Ukrainie oraz historycznie trzeci w byłym ZSRR. Stacja Arsenalna (ukr. Арсенальна), znajdująca się na linii Swiatoszyńsko-Browarskiej, jest najgłębiej położonym pod powierzchnią gruntu tego typu obiektem na świecie – 105 metrów.

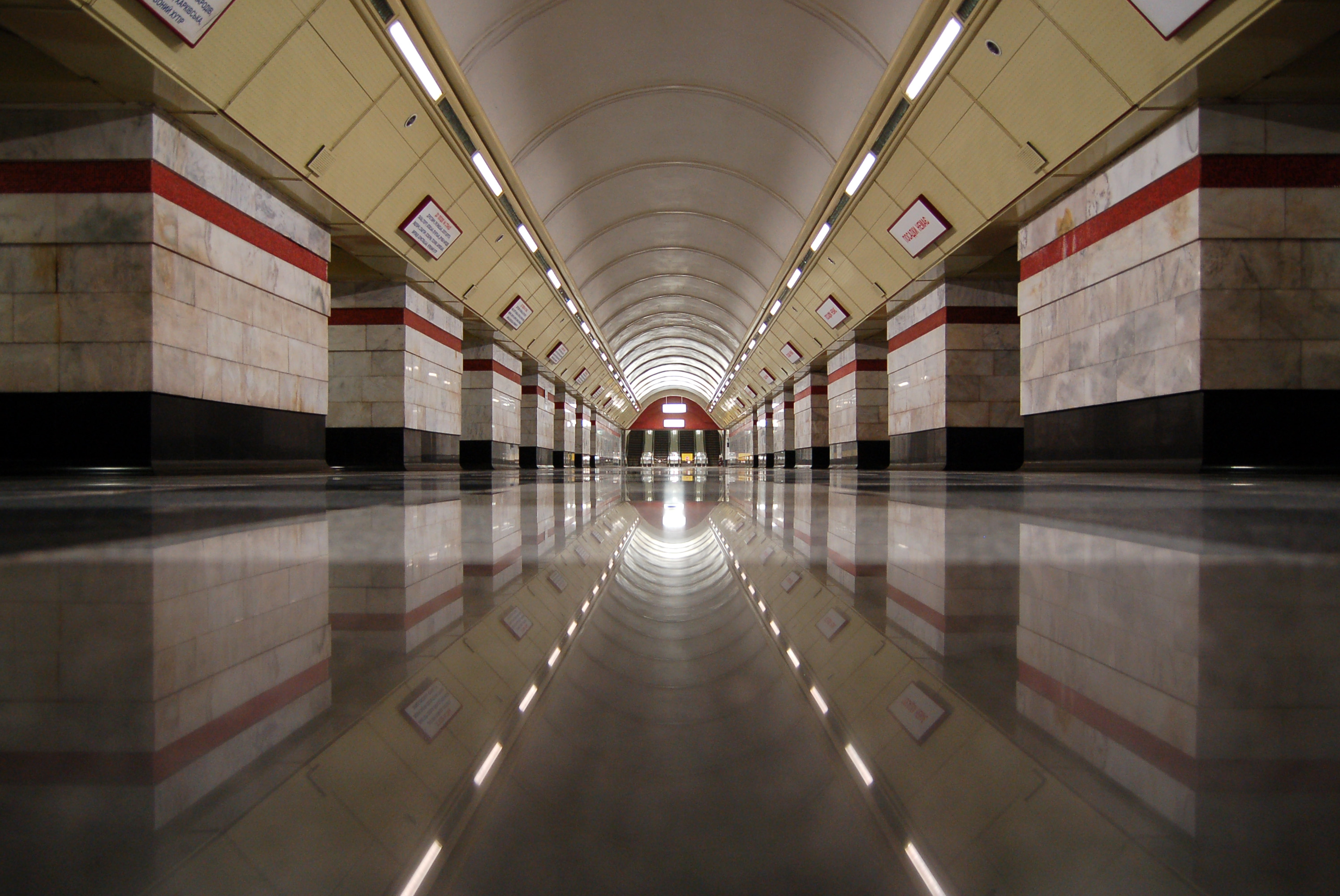
Stacja Syreć

## Historia

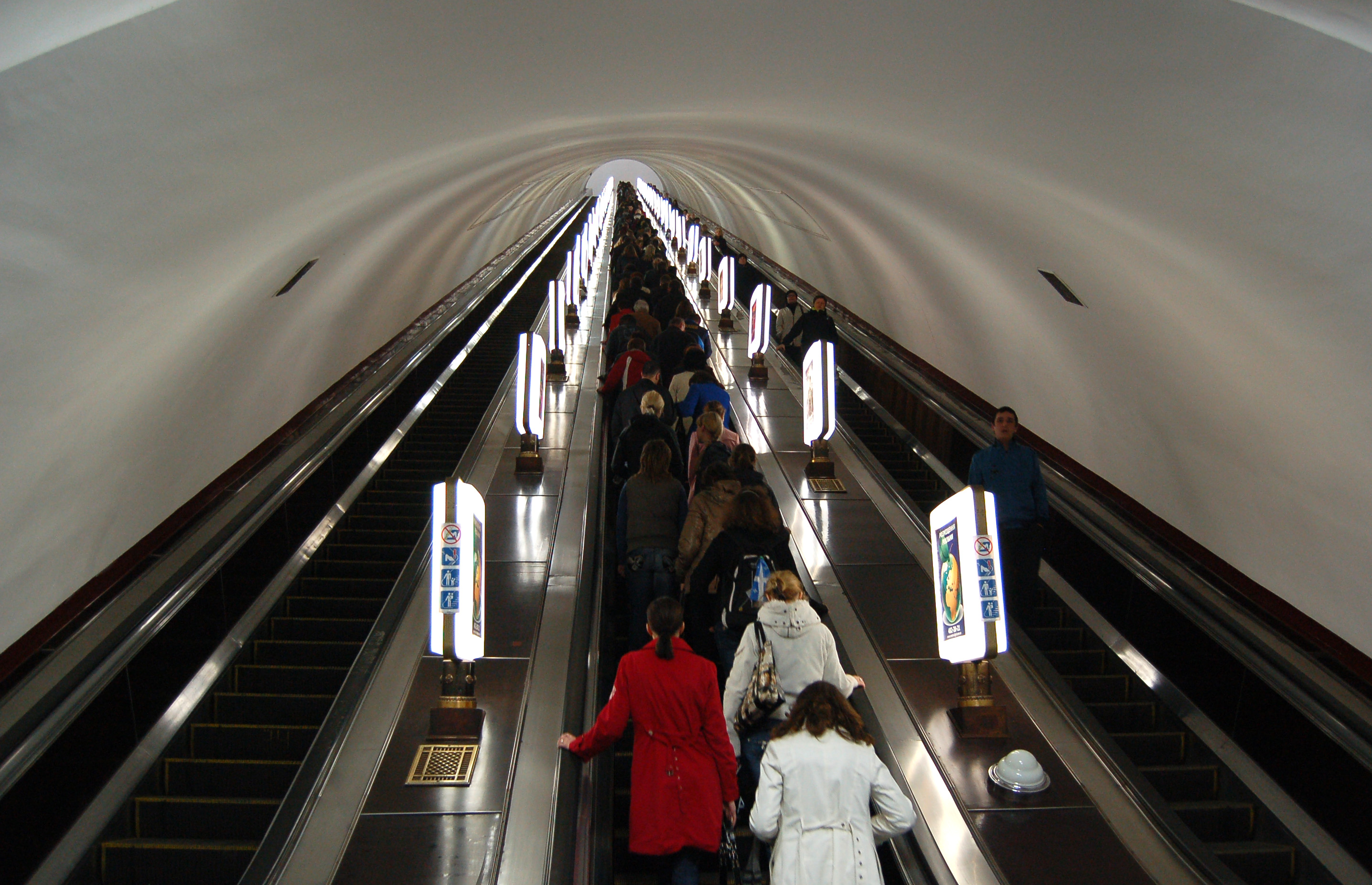
Ruchome schody na stacji Arsenalna są jednymi z najdłuższych

Rozwój kijowskiego metra

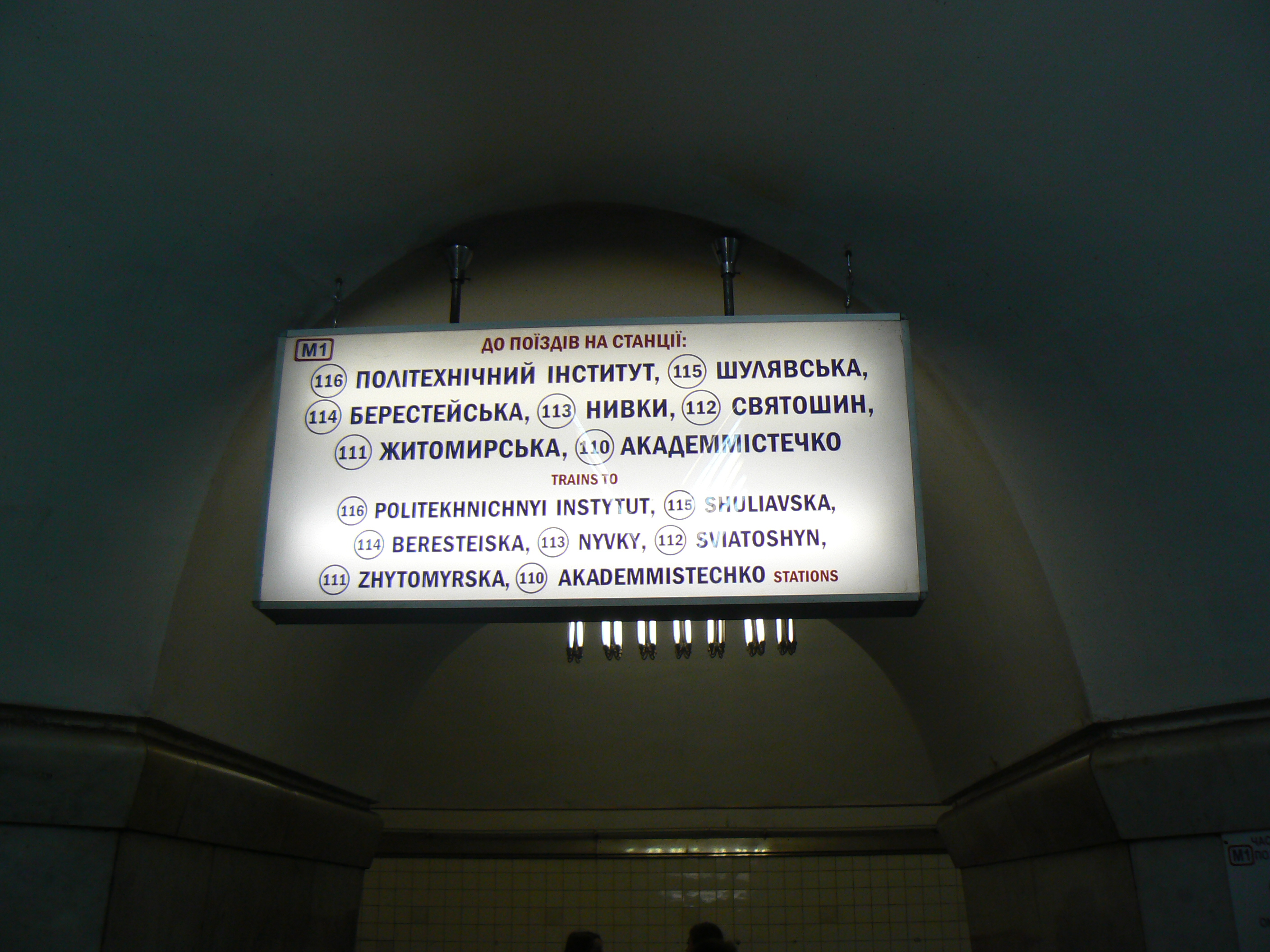
Informacja pasażerska w kijowskim metrze

### Plany i budowa
Pierwsze plany stworzenia w Kijowie metra powstały już około 1884 roku. Planowana linia miała połączyć Chreszczatyk (okolice dzisiejszego bazaru Besarabka) z placem Pocztowym. Niestety wówczas miasto nie było w stanie sfinansować tak poważnej inwestycji. Do planów powrócono w 1916 roku, wówczas inwestycję zobowiązała się sfinansować Amerykańsko-Rosyjska Izba Przemysłowa. Mimo przewrotu bolszewickiego prowadzono prace projektowe. Jednak wraz z upadkiem rządu zwolennika metra, hetmana Pawło Skoropadskiego plany budowy upadły. Powrócono do nich pod koniec lat 30. XX wieku, gdy m.in. w Moskwie metro już stanowiło filar komunikacji miejskiej. Jednak rozpoczęte prace przerwała II wojna światowa. Zaraz po zakończeniu wojny, w 1945 roku utworzono firmę Kyjiwmetrobud (ukr. Київметробуд), która przystąpiła do realizacji projektu. Dnia 6 listopada 1960 roku uruchomiono pierwszy odcinek linii Swiatoszynśko-Browarśkiej (ukr. Святошинсько-Броварська). Oddany do użytku odcinek miał pięć stacji:
- Wokzalna,
- Uniwersytet,
- Chreszczatyk,
- Arsenalna,
- Dnipro.

W 1965 roku wybudowano most przez Dniepr, który połączył lewobrzeżną dzielnicę Darnycja z centrum miasta. Linię tę rozbudowano w 1971 roku doprowadzając ją do dzielnicy Swiatoszyn. Linia ta otrzymała kolor czerwony. Drugą linię otwartą w 1976; otrzymała kolor niebieski i zwana była Kureniwśko-Czerwonoarmijśką (Куренівсько-Червоноармійська). Łączyła ona północne i południowe prawobrzeżne dzielnice z centrum miasta. W 1980 roku nastąpiła jej rozbudowa do dzielnicy Obołoń. Trzecią linię, zieloną, czyli Syrećko-Peczerśka (Сирецько-Печерська) otworzono w 1989 roku. W roku 1990 po wybudowaniu nowego mostu nad Dnieprem przedłużono ją do dzielnicy Charkiwśkyj Masyw.
23 maja 2008 roku została otwarta stacja Czerwonyj chutir.
W trakcie agresji rosyjskiej na Ukrainę w 2022 r. stacje metra służyły jako schrony przeciwlotnicze. W związku z tą samą wojną dyrektor metra zwrócił się do mera o zmianę nazwy pięciu stacji Drużby Narodiw (Przyjaźni Narodów), Płoszcza Lwa Tołstoho (Plac Lwa Tołstoja), Berestejśka (Brzeska), Mińska, Herojiw Dnipra (Bohaterów Dniepru) na inne, niekojarzące się z Rosją.

### Opłaty za przejazd
Opłaty uiszczane są przez wrzucenie plastikowego żetonu przed zjazdem do tunelu. Opłata jest niezależna od przejechanego dystansu, ani od ilości przesiadek i wynosi 8 UAH (stan na styczeń 2020). Żetony sprzedawane są w automatach i kasach znajdujących się na terenie wszystkich stacji metra. W ramach przemieszczania się można korzystać z karty miejskiej.

## Linie

### Linie i spis stacji
| # | Nazwa linii                                           | Otwarta    | Rok ostatniego wydłużenia linii | Długość  | Liczba stacji |
| - | ----------------------------------------------------- | ---------- | ------------------------------- | -------- | ------------- |
| 1 | Swiatoszynśko-Browarśka (Святошинсько-Броварська)     | 6.11.1960  | 2003                            | 22,75 km | 18            |
| 2 | Obołonśko-Teremkiwśka (Оболонсько-Теремківська лінія) | 17.12.1976 | 2013                            | 20,95 km | 18            |
| 3 | Syrećko-Peczerśka (Сирецько-Печерська)                | 31.12.1989 | 2008                            | 23,9 km  | 16            |

### Linia Swiatoszynśko-Browarśka (Святошинсько-Броварська)
- Akademmisteczko (ukr. Академмістечко)
- Żytomyrśka (ukr. Житомирська)
- Swiatoszyn (ukr. Святошин)
- Nywky (ukr. Нивки)
- Berestejśka (ukr. Берестейська)
- Szulawśka (ukr. Шулявська)
- Politechnicznyj instytut (ukr. Політехнічний інститут)
- Wokzalna (ukr. Вокзальна)
- Uniwersytet (ukr. Університет)
- Teatralna (ukr. Театральна)
- Chreszczatyk (ukr. Хрещатик)
- Arsenalna (ukr. Арсенальна)
- Dnipro (ukr. Дніпро)
- Hidropark (ukr. Гідропарк)
- Liwobereżna (ukr. Лівобережна)
- Darnycja (ukr. Дарниця)
- Czernihiwśka (ukr. Чернігівська)
- Lisowa (ukr. Лісова)

### Linia Obołonśko-Teremkiwśka (Оболонсько-Теремківська лінія)
- Teremky (ukr. Теремки)
- Ipodrom (ukr. Іподром)
- Wystawkowyj centr (ukr. Виставковий центр)
- Wasylkiwśka (ukr. Васильківська)
- Hołosijiwśka (ukr. Голосіївська)
- Demijiwśka (ukr. Деміївська)
- Łybidśka (ukr. Либідська)
- Pałac „Ukrajina” (ukr. Палац „Україна”)
- Olimpijśka (ukr. Олімпійська)
- Płoszcza Ukrajinśkych Herojiw (ukr. Площа Українських Героїв)
- Majdan Nezałeżnosti (ukr. Майдан Незалежності)
- Posztowa płoszcza (ukr. Поштова площа)
- Kontraktowa płoszcza (ukr. Контрактова площа)
- Tarasa Szewczenka (ukr. Тараса Шевченка)
- Poczajna (ukr. Почайна)
- Obołoń (ukr. Оболонь)
- Minśka (ukr. Мінська)
- Herojiw Dnipra (ukr. Героїв Дніпра)

### Linia Syrećko-Peczerśka (Сирецько-Печерська)
- Syreć (ukr. Сирець)
- Dorohożyczi (ukr. Дорогожичі)
- Łukjaniwśka (ukr. Лук'янівська)
- Lwiwśka brama (ukr. Львівська брама) nieczynna
- Zołoti worota (ukr. Золоті ворота)
- Pałac sportu (ukr. Палац спорту)
- Kłowśka (ukr. Кловська)
- Peczerśka (ukr. Печерська)
- Zwirynećka (ukr. Звіринецька)
- Wydubyczi (ukr. Видубичі)
- Sławutycz (ukr. Славутич)
- Osokorky (ukr. Осокорки)
- Pozniaky (ukr. Позняки)
- Charkiwśka (ukr. Харківська)
- Wyrłycia (ukr. Вирлиця)
- Boryspilśka (ukr. Бориспільська)
- Czerwonyj chutir (ukr. Червоний хутір)

## Tabor

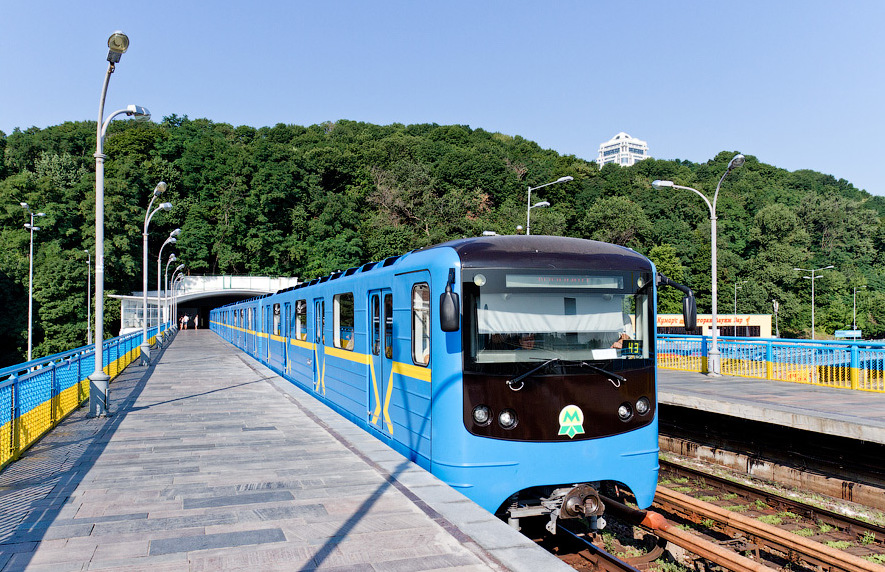
Pociąg typu E-KM znajdujący się na stacji metra Dnipro na trasie linii Swiatoszynśko-Browarśkiej

Metro kijowskie jest obsługiwane przez tabor wyprodukowany w Związku Radzieckim i w dzisiejszej Rosji przez zakłady z Petersburga (Leningradu) i z zakładów w Mytiszczach koło Moskwy. Są to wagony typu:
- 81-714 (model z 1976 roku),
- 81-717 (model z 1976 roku),
- 81-501 i 81-502 (model z 1978 roku),
- 81-553, 81-554 i 81-555 (model z 2005 roku).

## Plany na przyszłość
Zgodnie z projektem planu rozwoju Kijowa do 2025 roku, opracowanym przez „Instytut ogólnego planu Kijowa” w 2011 roku planuje się budowę nowej linii metra od masywu Trojeszina do lotniska w Kijowie, przedłużenie linii Syrećko-Peczerśkiej do masywu Winogradar. Planowana jest też budowa zajezdni na linii Obołonśko-Teremkiwśkiej za stacją Teremki. Przewiduje się także budowę węzłów przesiadkowych w pobliżu stacji kolei miejskich. W 2020 roku nowe poręcze zostały zamontowane w trybie testowym, w przyszłości planowane jest ich stosowanie we wszystkich pociągach.

## Przykładowe stacje metra

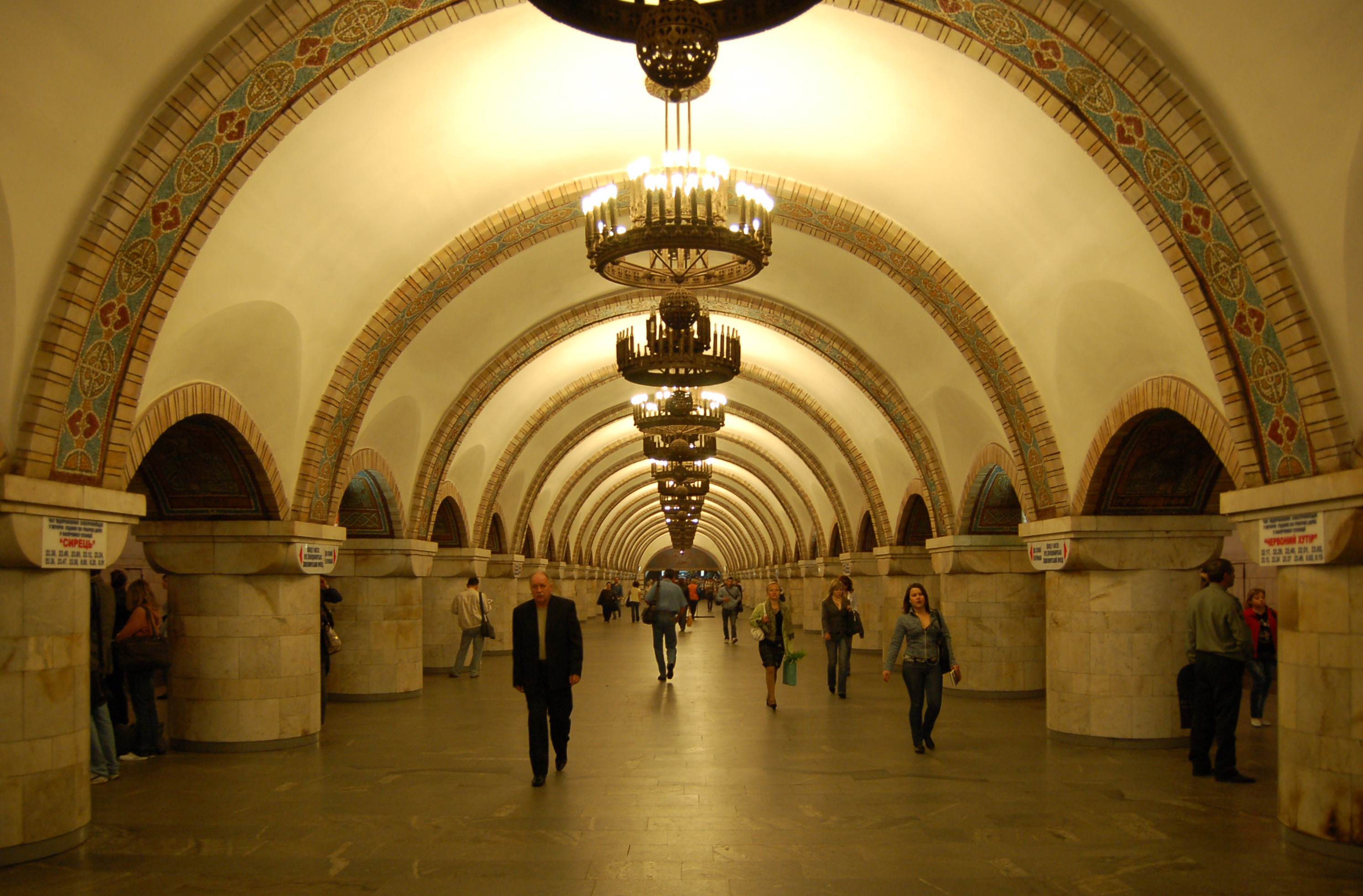
Zołoti worota
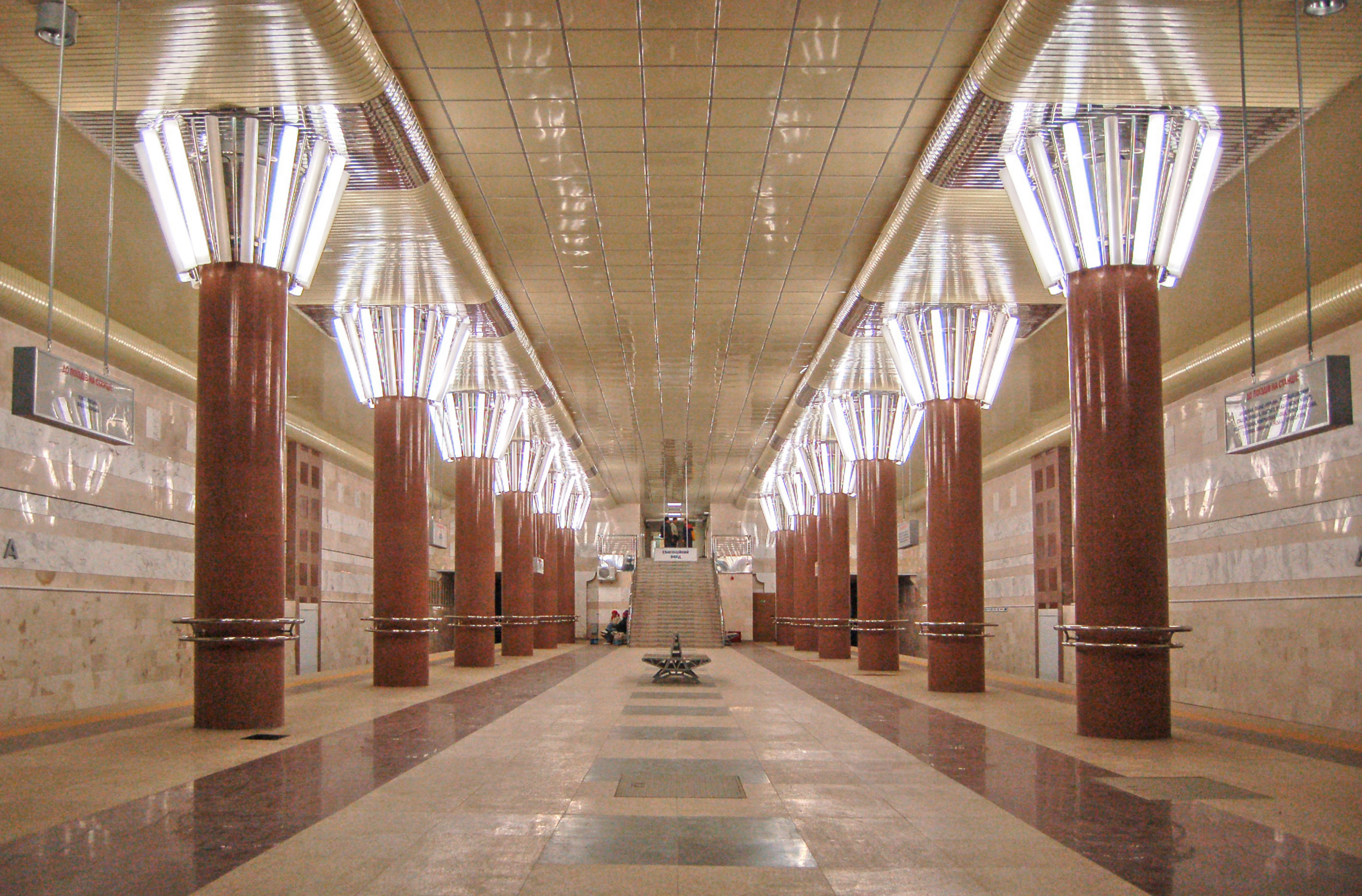
Demijiwśka
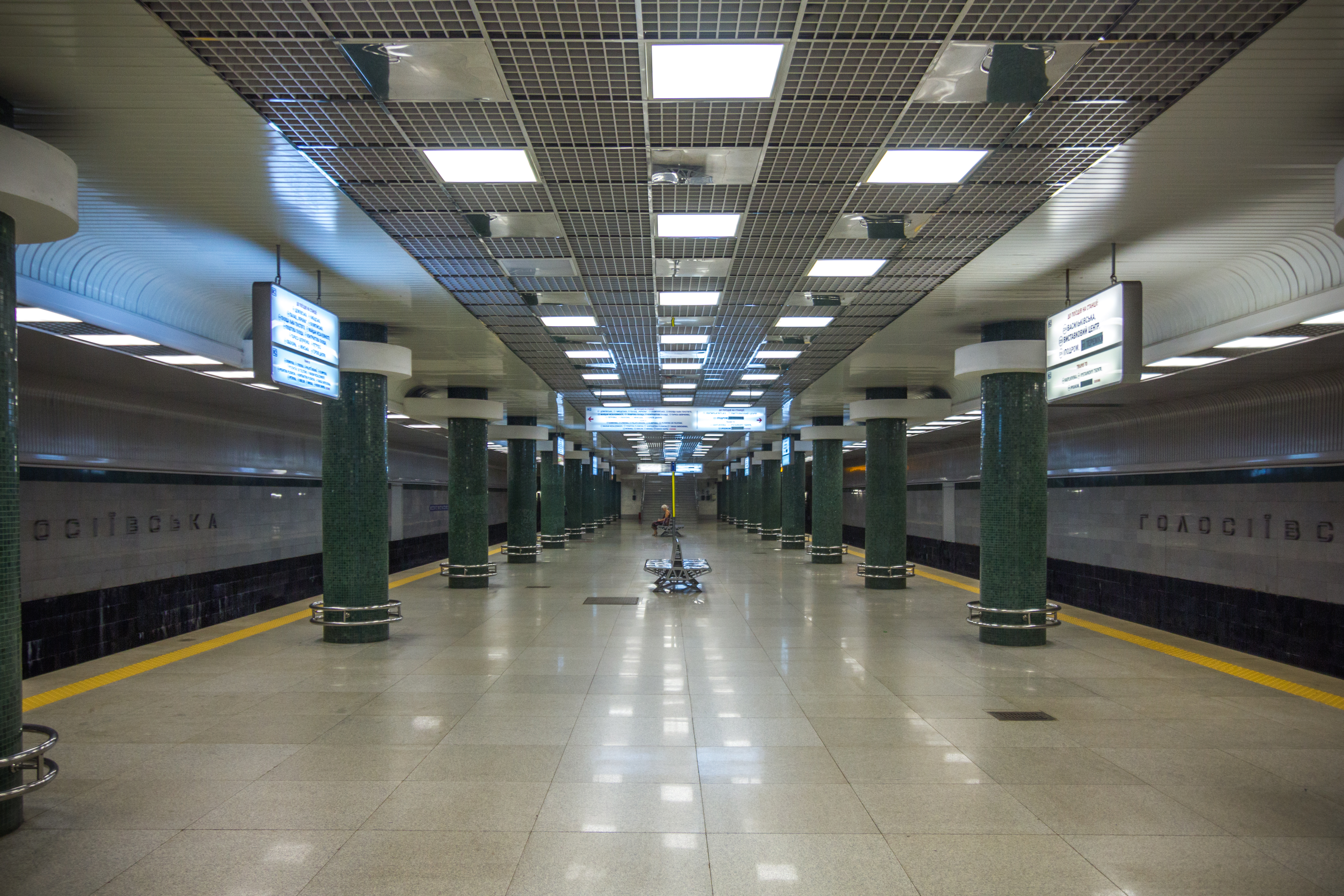
Hołosijiwśka
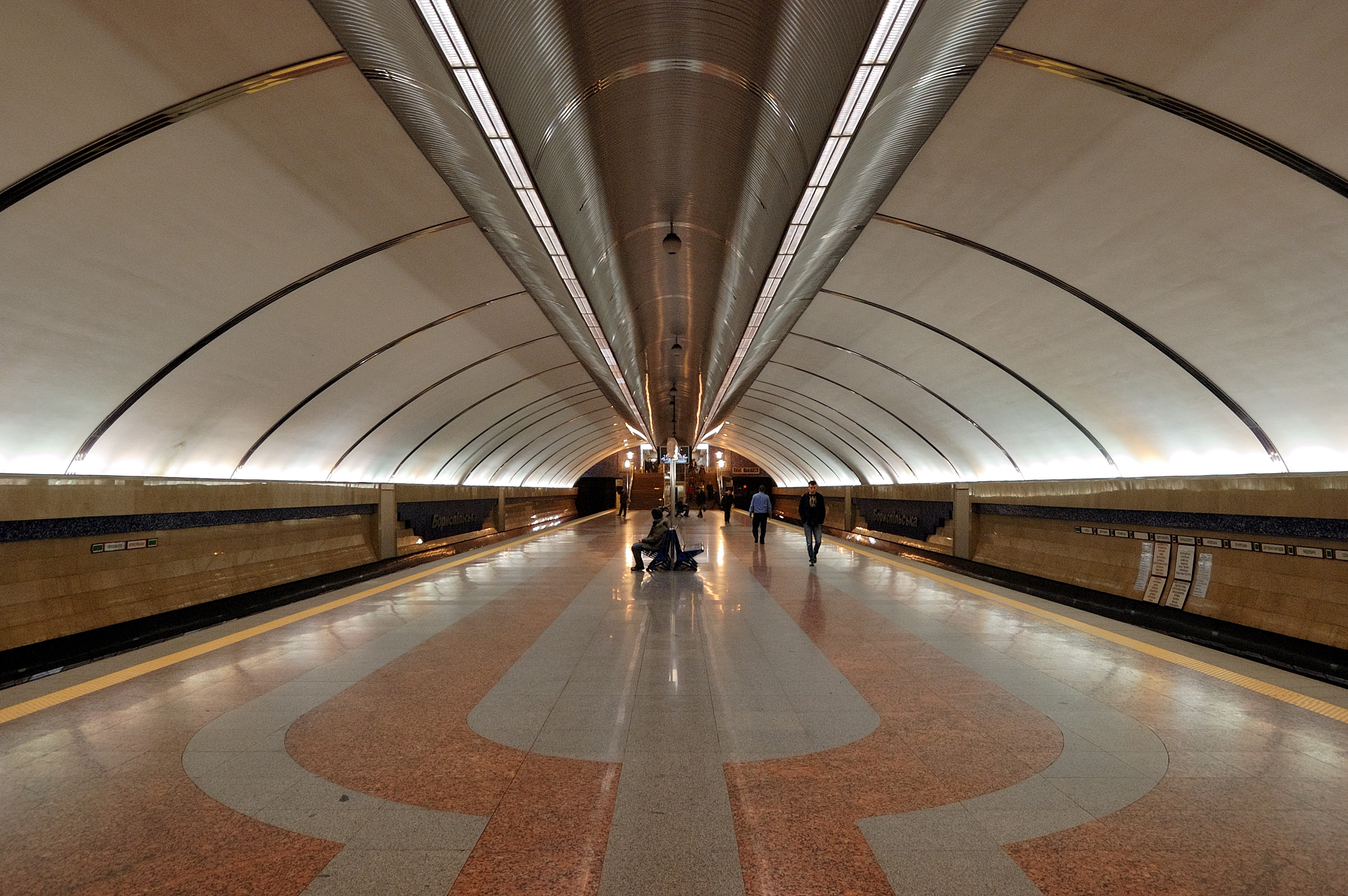
Boryspilśka